# محمودآباد (رفسنجان)
محمودآباد (رفسنجان)، روستایی از توابع بخش کشکوئیه شهرستان رفسنجان در استان کرمان ایران است.

## جمعیت
این روستا در دهستان شریف‌آباد قرار دارد و براساس سرشماری مرکز آمار ایران در سال ۱۳۸۵، جمعیت آن ۷۲۰ نفر (۱۶۸خانوار) بوده‌است  که اکثرا به دامداری مشغول می باشندوتقریبا مهاجر میباشند
.